# غراهام فراي
غراهام فراي (بالإنجليزية: Graham Fry)‏ هو دبلوماسي بريطاني، ولد في 20 ديسمبر 1949 في شروزبري في المملكة المتحدة.